# Buprenorfin
Buprenorfin (buprenorfin hydrochlorid), je syntetický opioid, parciální agonista / antagonista (tzv. dualista) opiátových receptorů. Je složkou řady humánních a veterinárních léků, využívaných především k analgezii (léčbě bolesti) a k substituční a detoxifikační léčbě závislosti na opiátech a opioidech. Tyto léky se užívají injekčně, sublingválně (vstřebáním do sliznice pod jazykem) a transdermálně (vstřebáním do kůže, kam se uvolňují z náplastí). Některé léky s obsahem buprenorfinu jsou uživateli drog užívány bez lékařské indikace – buď pro tzv. „divokou substituci,“ nebo přímo „jako droga“.

## Historie
Buprenorfin byl objeven v roce 1960 a k léčbě bolesti se začal využívat v roce 1978. V polovině devadesátých let se začal oficiálně používat k substituční a detoxifikační léčbě, a to především ve Francii (v ČR i jinde ve světě byl ale již v osmdesátých letech řadou lékařů pro substituci používán lék Temgesic, primárně určený pro analgesii). V roce 2001 byl buprenorfinový lék Subutex registrován také v ČR. Předepisování Subutexu není vázáno na odbornost lékaře, jedinou podmínkou je (od roku 2003) použití tzv. „opiátového receptu“ (s modrým pruhem). V Praze a v Severních Čechách je Subutex běžně dostupný na černém trhu za cca trojnásobek ceny, za níž je proti předpisu prodáván v lékárnách. Ve zmíněných dvou regionech je spolu s heroinem druhou až třetí nejrozšířenější injekční drogou (po pervitinu).

## Účinky
Buprenorfin je smíšený antagonista / agonista opiátových receptorů. Má relativně dlouhý biologický poločas (cca 36 hodin), a proto působí déle než přírodní a semisyntetické opiáty (v opiu obsažený morfin, z opia připravovaný heroin), a déle než metadon.
Buprenorfin je výhodným analgetikem s nadprůměrně vysokou mírou bezpečnosti a podobně jako jiné opioidy má rovněž sedativní a mírně antidepresivní účinky. Buprenorfin a léky, jež ho obsahují (především Subutex a jeho generické obdoby) představují druhou nejrozšířenější skupinu takto používaných léků (po metadonu). Nehodí se k léčbě pacientů se silnou závislostí na opiátech, jimž může vyvolat různě výrazně vyjádřený abstinenční syndrom; v takových případech se k substituční léčbě užívá výhradně univerzálnější metadon.

## Farmakokinetická data
- Biodostupnost: cca 30 % vstřebávání z dutiny ústní
- Vazba na receptory: 0 % (metabolit morfin 35 %)
- Metabolismus: játra
- Poločas eliminace: přes 30 hod
- Vylučování: žlučí a ledvinami

## Užívání
Při polknutí léku s obsahem buprenorfinu je látka ve střevní stěně a v játrech téměř kompletně rozštěpena na neúčinné metabolity; proto se pro užívání buprenorfinu využívá výhradně parenterálních cest (mimo trávicí ústrojí): vstřebáním do sliznice z dutiny ústní (tabletou pod jazyk), vstřebáním do kůže (z náplasti) a injekcí či infúzí do žíly, případně injekcí do svalu či podkoží.

## Nejznámější léky s obsahem buprenorfinu
Buprenorfin obsahují např. tyto analgetické léky: BUPRETEC (vstřebáním do kůže, jen buprenorfin), TRANSTEC (vstřebáním do kůže, jen buprenorfin).
Pro analgesii a zklidnění zvířat se v některých zemích užívá veterinární lék Vetergesic (injekčně do svalu, jen buprenorfin).
Léků s obsahem buprenorfinu se ale od začátku tisíciletí, kdy vypršel patent firmy Reckitt Benckiser, začala vyrábět ve formě generik celá řada, a to především v Indii a ve Francii.
Ke konci roku 2018 není v České republice registrován žádný lék s buprenorfinem, který by byl určen pro intravenózní aplikaci.

### Substituční léčba
Pro substituční léčbu při závislosti na opioidech je určen SUBUTEX (sublingvální užití, jen buprenorfin), SUBOXONE (sublingvální užití, buprenorfin s příměsí naloxonu), ADDNOK (sublingválně, jen buprenorfin) a RAVATA (sublingválně, jen buprenorfin). Všechny tyto léky si závislí pacienti hradí sami s výjimkou léku SUBOXONE, kde může část ceny hradit zdravotní pojišťovna.

## Zneužívání léků s obsahem buprenorfinu
Přestože se u léků pro substituční a detoxifikační léčbu (Subutex, Suboxone, a jejich obdoby např. Ravata, Buprenorphine) doporučuje výhradně sublingvální užití, zejména Subutex a jeho generické obdoby jsou mimo lékařskou indikaci (na nelegální drogové scéně, kam prosakují různými způsoby z legálních zdrojů) užívány především injekčně po rozpuštění ve vodě, a to buď samy, nebo v nebezpečné kombinaci s jinými psychoptropními látkami – nejčastěji sedativy, anxiolytiky nebo alkoholem. To s sebou nese všechna nebezpečí injekčního užívání: především riziko infekcí a při sdílení injekčního náčiní šíření těchto infekcí v populaci uživatelů drog a následně sexuálním přenosem (AIDS, virové hepatitidy) i do populace neužívající drogy; u Subutexu je další možnou komplikací neinfekční zánět žil a osrdečníku, způsobený farmakologicky neúčinnými příměsemi, jež jsou v tabletách. U kombinace s jinými léky nebo alkoholem se zvyšuje pro buprenorfin jinak velmi nízké nebezpečí smrtelného předávkování.
Suboxone, který byl uveden na český farmaceutický trh na konci roku 2007, snižuje atraktivitu injekčního užívání léku, protože u většiny uživatelů léčí abstinenční příznaky jen po sublingválním užití (buprenorfin se vstřebá, naloxon nikoliv); při injekčním užití ale působí i naloxon, který je čistým antagonistou opiátových receptorů – vytlačuje z nich čisté agonisty (jako je heroin a morfin) a snižuje agonistické účinky buprenorfinu, což by podle záměru výrobce mělo mít za následek vesměs spíše prohloubení abstinenčních příznaků než úlevu od nich a tedy nepřítomnost tohoto léku na černém trhu. Stále více studií však naznačuje, že tento předpoklad se nenaplňuje a Suboxone se v zemích, kde je dostupný, dostává na černý trh a je tam i zneužíván. Zdá se tedy, že pro značnou část uživatelů buprenorfinu neplní naloxon plánovanou „odrazující“ funkci.